# دیروبهائی امبانی
دیروبهائی امبانی (به انگلیسی: Dhirubhai Ambani) (زاده ۲۸ دسامبر ۱۹۳۲ - درگذشته ۶ ژوئیه ۲۰۰۲) کارآفرین، بازرگان، سرمایه‌دار، صنعتگر و مدیر ارشد اجرایی هندی بود، که در سال ۱۹۶۶ شرکت ریلاینس را تأسیس نمود.
صنایع ریلاینس هم‌اکنون بزرگترین شرکت بخش خصوصی (غیردولتی) هند بشمار می‌آید و در مجموع پس از شرکت نفت هند به عنوان دومین شرکت بزرگ هند محسوب می‌شود. موکش امبانی فرزند ارشد دیروبهائی امبانی، در حال حاضر مالک و سهام‌دار اصلی این شرکت است.

## ریلاینس
شرکت صنایع ریلاینس، در اواسط دهه ۱۹۶۰ با احداث یک کارخانه نساجی، فعالیت خود را آغاز نمود. امروزه این شرکت، نه تنها تولیدکننده منسوجات می‌باشد، بلکه مواد اولیه خود را، برای تولید مواد مصنوعی منسوجات، از پالایشگاه و کارخانه پتروشیمی خود، تأمین می‌کند.
در مقایسه با دیگر شرکت‌های هندی که قدمت آن‌ها به قرن نوزدهم می‌رسد، ریلاینس شرکتی جدید در صحنه رقابت شرکت‌های بزرگ هند می‌باشد.
بنیانگذار شرکت ریلاینس، فردی به نام «دیروبهائی امبانی» فرزند یک تاجر، که در سال ۱۹۳۲ در گجرات متولد شده و اولین فعالیت او در یک شرکت تجاری غربی، در یمن و فروش فراورده‌های نفتی بود، ولی در سال ۱۹۵۸ به بمبئی بازگشت و به فروش منسوجات و وسایل رفاهی مشغول شد. پس از کسب مجوز واردات الیاف و نخ‌های ریسندگی، در سال ۱۹۶۶ به احداث کارخانه بافندگی در احمدآباد واقع در غرب هند اقدام نمود.
این کارخانه ۱۱ سال بعد، به ثبت رسید و در زمان حکومت سونیا گاندی بین سال‌های ۱۹۸۰ تا ۱۹۸۴ با کسب مجوز تولید الیاف پلی‌استر، به اوج شکوفایی خود رسید. با کسب دیگر مجوزها از دولت گاندی، این شرکت استراتژی خود را در ایجاد یکپارچگی، آغاز نمود.
در سال‌های بعد، با پشتیبانی دو پسر خود آنیل و موکش امبانی، این شرکت فعالیت‌های خود را در حوزه نفت، آغاز نمود و این دگرگونی در زمانی صورت گرفت، که هند سعی داشت، تا از دوره قوانین محدود خود، به سوی فعالیت‌های بخش خصوصی و محیط هر چه آزادتر امروزی، حرکت نماید.
در برخی از مطبوعات، از «دورباهی امبانی» به عنوان یکی از اشخاص محوری و مؤثر هند نوین، یاد شده‌است. پیشرفت این شرکت اغلب محافظه‌کارانه و سرشار از بحران‌ها و مسائل رقابتی بوده‌است. شبکه عظیم ارتباطی این شرکت، در تجارت و نظام اداری آن، اگرچه با انتقاداتی از نظر نوع استفاده از شبکه برخوردار بوده‌است، ولی این انتقادات توسط امبانی «حسادت» تلقی گردیده‌است.
امبانی می‌گوید:
ما به شدت تلاش می‌کنیم تا در زمره بهترین شرکت‌های رقیب، در سطح جهان، در تمامی جوانب تجارت خود، قرار گیریم.
پس از «دیروبهائی امبانی»، پسرش «موکش امبانی» سکان رهبری صنایع ریلاینس را بدست گرفت. در دوران ریاست موکش امبانی، این شرکت با شتاب بسیار زیاد، توسعه پیدا کرد. موکش امبانی، در حال حاضر، به عنوان رئیس هیئت مدیره شرکت ریلاینس، فعالیت می‌نماید.
این گروه در چارچوب تقاضای خود به سوی یکپارچگی پیش می‌رود. طرح‌های پایین‌دستی این شرکت به تنهایی مصرف‌کننده ۲۵٪ تا ۳۰٪ درصد از بازده پالایشگاه خود می‌باشد.
درحال‌حاضر، این شرکت فعالیت‌های خود را، برای اکتشاف و تولید نفت و گاز، واردات ال‌ان‌جی و احداث نیروگاه، توسعه داده‌است.
در دوازدهم آوریل ۲۰۰۵ ریلاینس ٬ دو مجوز اکتشاف گاز و نفت را، از دولت مرکزی هند اخذ نمود، به طوری که درحال‌حاضر، شرکت ریلاینس دارای ۱۴ مجوز برای اکتشاف دریایی، به وسعت ۱۰۰ هزار کیلومترمربع می‌باشد، که بخشی از آن‌ها فعالیت‌های اجرایی مناطق نفت و گاز را شامل می‌گردد.
در بخش نیرو یا برق، این شرکت در نیروگاهی با ظرفیت ۶ هزار مگاوات سرمایه‌گذاری نموده و به تازگی، در پروژه‌های مربوط به نیروگاه‌هایی با سوخت گازی، که بخشی از سوخت آن‌ها از طریق واردات ال‌ان‌جی تضمین می‌گردد، وارد شده‌است.
ریلاینس در دیگر نقاط جهان نیز، به‌عنوان تولیدکننده نفت و گاز و مجری عملیات پالایشگاهی و کارخانه‌های پتروشیمی فعالیت دارد. کل درآمد این شرکت در سال مالی ۲۰۱۰، معادل ۷۶٫۱۱ $ میلیارد دلار و سود خالص آن ۴٫۱۱ $ میلیارد دلار بوده‌است.

## فعالیت‌های ریلاینس
کسب‌وکار شرکت ریلاینس، به سه بخش عمده تقسیم می‌شود:
- صنعت نفت: اکتشاف، استخراج، خرید و فروش نفت خام و گاز طبیعی، صنایع پتروشیمی، ساخت و مدیریت پالایشگاه‌های نفت و پالایشگاه گاز.
- صنعت نساجی: تولید، خرید و فروش محصولات نساجی
- صنعت مخابرات: ارائه تجهیزات مخابراتی، اینترنت و پهنای باند.

ریلاینس یکی از بزرگترین شرکت‌های تجاری هند و از نظر درآمد سالانه، دومین شرکت هند، پس از شرکت نفت هند می‌باشد.
این شرکت بزرگترین شرکت بخش خصوصی در کشور هند است. ریلاینس در رتبه‌بندی فورچون جهانی ۵۰۰، رتبه نوزدهم را در لیست بزرگترین شرکت‌های جهان در سال ۲۰۱۲ بدست آورد.
شرکت صنایع ریلاینس، هم‌اکنون یکی از بزرگترین شرکت‌های صنعتی هند و اولین و مشهورترین دارنده کارخانه نساجی و نیز پتروشیمی در هندوستان می‌باشد. با این حال، این شرکت همچنین در فعالیت‌های بالادستی نفت، شامل: اکتشاف و تولید گاز، نیروگاه و واردات گاز مایع، مشغول می‌باشد.

## پالایشگاه جام‌نگر
جواهری در تاج! به «پالایشگاه جام‌نگر» واقع در شمال‌غربی هند در ایالت گجرات اطلاق می‌گردد. این مجتمع اولین پالایشگاه کاملاً خصوصی هند و بزرگترین آن، در جهان می‌باشد. این پالایشگاه فعالیت خود را در اواسط سال ۱۹۹۹ آغاز نمود و در حال حاضر با ظرفیت عملیاتی ۶۰۰ هزار بشکه در روز، حدود یک‌چهارم از کل ظرفیت پالایشی کشور هند را به خود اختصاص داده‌است.
این مجتمع با بیش از ۳۱ کیلومتر مربع مساحت، با برخورداری از بندری برای بارگیری فراورده‌های نفتی معادل ۵۰ میلیون تن در سال، طی ۳۶ ماه احداث گردید.
تولیدات این پالایشگاه علاوه بر صادرات به بازارهای خارج، خوراک لازم را برای بخش پتروشیمی این کشور، که طی چندین سال گذشته به ارزش ۷٫۸۶ $ میلیارد دلار سرمایه‌گذاری گردیده‌است، نیز تأمین می‌کند.
واحد کراکر این مجتمع، با ظرفیت تولید ۷۵۰۰ تن اتیلن و ۳۶۵۰۰ تن پروپیلن در سال، به گونه‌ای طراحی شده، که بتواند سوخت فعلی آن از نفت کوره سنگین را، به گازوییل و بنزین تصفیه نماید.
در حال حاضر ریلاینس، یک شرکت راهبردی در عرصه پتروشیمی هند بوده و در پی آن است، تا موقعیت خود را با کسب ۲۵٪ درصد از مجموع ۵۶٪ درصد سهام دولت هند در بخش پتروشیمی را، از آن خود نماید.

## بخش پایین‌دستی ریلاینس
ریلاینس قادر خواهد بود، تا مدیریت آی‌پی‌سی‌ال را با در اختیار گرفتن دو واحد کراکر و واحدهای پایین‌دستی در قندهار، گجرات و مهاراشترا بدست آورد.
در جای دیگر، این شرکت سعی دارد، که در آسام، ایالت شرقی هند واحد کراکر گاز احداث نماید. پیشرفت‌های حاصله به علت عدم حصول توافق در مذاکرات با دولت بر سر طرح تولید اتیلن با ظرفیت ۳۰ هزار تن در سال، چندان سریع نبوده‌است.
اخیراً اختلافات بر سر قیمت گاز، مالکیت تسهیلات جداسازی گاز و انتخاب محل، بین این شرکت و دولت هند، حل شده‌است. شرکت ریلاینس، از مقامات هند، تعهد یک یارانه نقدی و عرضه گاز به بالاترین قیمت یارانه‌ای برای منطقه‌ای که کمترین سرمایه‌گذاری بخش خصوصی را به سوی خود جلب نموده، را نیز گرفته‌است.

## بخش بالادستی ریلاینس
دولت هند در خط مشی بسیار باز و ترغیب‌کننده خود به سوی اکتشاف و تولید نفت و گاز از مناطق جدید توسط بخش خصوصی، ریلاینس را در خط مقدم دیگر شرکت‌کنندگان در مزایده قرار داده‌است. این شرکت در این‌گونه فعالیت‌ها، یک شرکت نوظهور تلقی نمی‌گردد. این گروه در حال حاضر در توسعه و عملیات چهار منطقه کشف‌شده دیگر، با کسب مجوزهایی مربوط به گذشته، مشغول می‌باشد.
این مناطق با نام‌های موکتا، پانا، تاپتی وسطی، تاپتی جنوبی از مناطق دریایی واقع در غرب هند، از طریق مشارکتی ثبت نشده بین ریلاینس، انرون از آمریکا و شرکت اوان‌جی‌سی از هند بهره‌برداری می‌گردند، که ریلاینس از ۳۰٪ درصد از سهام این مشارکت برخوردار می‌باشد. این مشارکت قرار است علاوه بر ۸۹۸٫۷۸ $ میلیون دلار سرمایه‌گذاری کنونی خود، ۲۲۴ $ میلیون دلار دیگر نیز، بر روی این مناطق سرمایه‌گذاری نماید.
تولید در این مناطق رو به افزایش می‌باشد. بررسی‌ها و حفاری‌ها نشانگر وجود ذخایر درجاتی گاز در مناطق تاپتی به میزان ۳٫۷ تریلیون فوت‌مکعب می‌باشد.
ذخایر قابل برداشت نفت و گاز در مناطق پانا و موکتا نیز با ۲۸٪ درصد افزایش، ۲۶۹ میلیون بشکه معادل نفت ارزیابی گردیده‌اند. ذخایر گاز همراه نیز در مقایسه با گذشته از افزایشی برابر ۸۴٪ درصد برخوردار بوده‌است.
اعطای مجوزهای جدید برای بلوک‌های داخلی نفت و گاز، ریلاینس را تبدیل به بزرگترین شرکت بخش خصوصی در صنعت نفت و گاز هند نموده‌است. در مجمع عمومی سالیانه این شرکت، امبانی اعلام نمود، که ورود این گروه به تجارت نفت و گاز بخشی از استراتژی این شرکت به منظور کاهش واردات خارجی برای هند و برای شرکت ریلاینس بوده‌است.
جدا از فعالیت‌های داخلی، این گروه به جستجوی فرصت‌های خاصی در خارج از هند نیز پرداخته‌است. از جمله فعالیت‌های این شرکت در خارج از هند، می‌توان به حضور آن در آب‌های عراق و نیز حضور در میدان‌های نفت و گاز ایران اشاره کرد.

## تولید برق
ریلاینس در حال حاضر، تولید ۱۰ هزار مگاوات در بخش نیرو را به خود اختصاص داده‌است. سرمایه‌گذاری‌های کنونی این شرکت در پروژه‌های مختلف نیروگاهی با ظرفیت ۶ هزار مگاوات، فاز اول نیروگاه «باوانا» واقع در دهلی‌نو با ظرفیت ۴۲۱ مگاوات و با سوخت گاز را نیز شامل می‌گردد.
این شرکت با فعالیت‌های بالادستی نفت و گاز، فعالیت‌های تجاری خود را در بخش نیرو توسعه داده‌است و مواد اولیه برای تولید پتروشیمی و صنایع منسوجات و در نهایت انرژی نیروگاه‌ها را از این مسیر، تأمین می‌نمایند.

## بورس اوراق بهادار
سهام شرکت صنایع ریلاینس در بازارهای بورس اوراق بهادار ملی هند و بورس اوراق بهادار بمبئی (که معتبرترین بازارهای بورس در هندوستان و جزو ۲۰ بورس معتبر جهان می‌باشند) معامله می‌شود. همچنین معادل ۳٫۴۶٪ درصد از سهام این شرکت نیز، در بازار بورس اوراق بهادار لوگزامبورگ عرضه شده‌است.